# Ганзей, Сергей Степанович
Серге́й Степа́нович Ганзе́й (13 июля 1954, Арсеньев, Приморский край — 25 мая 2011, Владивосток) — российский учёный-географ, специалист в области трансграничных геосистем и устойчивого природопользования. Доктор географических наук, доцент.

## Биография
Родился 13 июля 1954 года в городе Арсеньеве (Приморский край). После окончания средней школы в 1971 году поступил на геофизический факультет Дальневосточного государственного университета и окончил с отличием кафедру геоморфологии в 1976 году по специальности «География». В 1981-84 гг. обучался в очной целевой аспирантуре Московского университета им. М. В. Ломоносова под руководством члена-корреспондента АН СССР А. П. Капицы. По окончании аспирантуры он защитил диссертацию на соискание ученой степени кандидата географических наук по специальности «геоморфология и палеогеография».

## Научная карьера
В 1976-81 гг. работал сначала стажером-исследователем, а затем младшим научным сотрудником в Тихоокеанском институте географии ДВО РАН. По окончании аспирантуры защитил диссертацию на соискание ученой степени кандидата географических наук по специальности «геоморфология и палеогеография». С 1984 года С. С. Ганзей продолжил успешную научную деятельность в ТИГ ДВО РАН на должностях младшего научного сотрудника, старшего научного сотрудника, ученого секретаря. С 1996 года до последних дней своей жизни был заместителем директора по научной работе ТИГ ДВО РАН. В 2006 году С. С. Ганзей защитил диссертацию в Институте водных и экологических проблем ДВО РАН на соискание ученой степени доктора географических наук по теме «Международные трансграничные территории как объект геоэкологических исследований (на примере юга Дальнего Востока России и Северо-Востока Китая)». В 2004 году было присвоено ученое звание доцента по специальности «Геоэкология».
С. С. Ганзей активно работал в Комиссии по состоянию/использованию земель Международного Географического союза, где он был заместителем председателя. Под его руководством выполнен ряд крупных международных проектов.
Основным направлением научной деятельности С. С. Ганзея является изучение структуры, динамики и функционирования трансграничных геосистем, анализ геоэкологического состояния трансграничных территорий, проблемы устойчивого природопользования в приграничных районах соседних стран. В собственных научных работах им обосновано геоэкологическое содержание понятий «приграничная» и «трансграничная» территория, получены оригинальные материалы по специфике хозяйственного освоения трансграничных территорий юга Дальнего Востока России и Северо-Востока Китая и геоэкологического состояния трансграничных территорий. В работах были применены новые методы исследований, связанные с дешифрированием космических снимков, что позволило получить новые данные по состоянию природной среды в приграничных районах стран.

## Научные труды
С. С. Ганзей является автором и соавтором более 150 научных работ, в том числе 2 авторских и 5 коллективных монографий, изданных на разных языках. Основные из них:
- Ганзей С. С. Трансграничные геосистемы юга Дальнего Востока России и Северо-востока КНР. — Владивосток: Дальнаука, 2004. — 230 с. — ISBN 5-8044-0456-3 (в пер.);
- Бакланов П. Я., Ганзей С. С. Трансграничные территории: проблемы устойчивого природопользования. — Владивосток: Дальнаука, 2008. — 215 с. — ISBN 978-5-8044-0955-6 (в пер.)

В 2014 году издана книга «Избранное» (под редакцией Л. И. Ганзей и К. С. Ганзей), в которой представлен ряд избранных работ С. С. Ганзея. Первая Глава включает работы объединенные тематикой определения абсолютного возраста отложений с помощью метода треков деления урана. Географически они охватывают разные регионы Дальнего Востока и бассейнов Каспийского и Черного морей. Во Второй Главе представлены работы, посвященные вопросам географического анализа трансграничных геосистем юга Дальнего Востока и Северо-Восточного Китая. В завершающей части книги собраны воспоминания друзей и коллег о совместных работах, встречах и некоторых моментах из жизни С. С. Ганзея.

## Семья
Жена:
- Ганзей Лариса Ивановна — палеогеограф, основные направления научных работ связаны с геоморфологией и палеогеографией. Ведущий научный сотрудник лаборатории палеогеографии Тихоокеанского института географии ДВО РАН. Автор более 170 научных публикаций. Кандидат географических наук.

Дети:
- Ганзей Степан Сергеевич — мастер спорта международного класса по плаванию, многократный чемпион мира и Европы, участник XXVIII Олимпийских игр (Афины 2004), тренер высшей категории Центра спортивной подготовки сборных ХМАО-Югры, кандидат педагогических наук (по специальности «Теория и методика физического воспитания, спортивной тренировки, оздоровительной и адаптивной физической культуры»).
- Ганзей Кирилл Сергеевич — физико-географ, занимается физико-географическими исследованиями островных геосистем (основными объектами исследований являются Курильские острова), автор более 100 научных работ (в том числе 3 авторских и 3 коллективных монографий на русском и английском языках). Директор Тихоокеанского института географии ДВО РАН (с 2019). Доктор географических наук (2022).